# 루이 드 보프롱
루이 드 보프롱(프랑스어: Louis de Beaufront, IPA: [lwi də bofʁɔ̃], 에스페란토: Bofronto 보프론토, 1844년 10월 3일~1935년 1월 8일)은 프랑스의 교사이자 에스페란티스토이며, 이후 에스페란토의 개선안인 이도를 주창하였다.

## 생애

### 유년
본명은 루이외젠알베르 슈브뢰(프랑스어: Louis Eugène Albert Chevreux)이다. 1844년 10월 3일 파리에서 태어났다. 어머니 루이즈 아르망드 슈브뢰(프랑스어: Louise Armande Chevreux)는 프랑스 블랑디레투르(Blandy-les-Tours) 출신이었고, 아버지 이름은 전해지지 않았다.
보프롱이 12세일 때 어머니가 사망하였고, 모친상 이후 고아로 자랐다. 보프롱의 유년기는 확실치 않다. 이후 보프롱은 이름을 "슈브뢰"에서 귀족식인 "드 보프롱"으로 바꾸고, 자신이 벨기에의 왕으로부터 보프롱 후작이라는 작위를 수여받았다고 주장하기 시작하였다.

### 에스페란토 관련 활동
루도비코 라자로 자멘호프가 에스페란토를 발표한 뒤, 보프롱은 1888년 봄에 에스페란토를 배웠고, 프랑스 최초의 에스페란티스토 가운데 하나가 되었다. 이후 툴루즈와 알비 등지에서 에스페란토를 홍보하였다. 1892년 1월에 에스페란토에 대한 책 《국제어 에스페란토 완전 교재》(프랑스어: Langue universelle Esperanto. Manuel complet)를 출판하였다. 이는 프랑스어로 쓰인 최초의 에스페란토 교재이다. 1893년에는 랭스 대주교의 승인(임프리마투르) 아래 《가톨릭 소(小)기도집》(영어: Preĝareto por Katolikoj)을 편찬하였다.
1898년에는 잡지 《에스페란티스토》(프랑스어: L’Esperantiste) 및 프랑스 에스페란토 협회를 창립하였고, 1898년부터 1908년에 퇴출당할 때까지 협회장을 밭았다. 1900년에는 유명한 《에스페란토 문법 주해》(프랑스어: Commentaire sur la grammaire de la Langue internationale «Esperanto»)를 출판하였고, 한때 (에스페란토 창제자 루도비코 라자로 자멘호프 다음으로) "에스페란토 제2의 아버지"라고 불리기도 하였다. 또한, 적어도 1894년까지는 에스페란토의 개선안들에 대하여 부정적인 태도를 취하였다.

### 이도 관련 활동
1908년부터 보프롱은 에스페란토 대신 이도를 지지하기 시작하였다. 1907년 루이 쿠튀라(Louis Couturat)는 "국제 보조어 채택 위원회"(프랑스어: Délégation pour l'Adoption d'une Langue Auxiliaire Internationale)라는 단체를 창설하였다. 이 단체의 목적은 기존의 각종 인공 국제어들 가운데 어떤 것이 가장 실용적인지 평가하고 채택하는 것이었고, 쿠튀라는 이 위원회의 회장이었다. 그러나 비밀리에 쿠튀라는 중립적인 입장 대신 자신의 인공어를 만들어, ‘이도’라는 가명으로 위원회에게 제출하였다. 이후, 쿠튀라는 보프롱의 지지를 얻어, 보프롱은 거짓으로 자신이 이도를 창제하였다고 위원회에게 발표하였다. 이로서 쿠튀라는 외적으로 자신의 중립성을 유지할 수 있었다. 보프롱과 쿠튀라의 거짓말은 제1차 세계 대전 이후에야 밝혀졌다.
이후 보프롱은 에스페란토 관련 단체들에서 퇴출당하고, 대신 이도 운동의 지도자가 되었다. 보프롱은 1925년 이도의 공식 문법 《국제어 이도 상세 완전 문법》(이도: Kompleta Gramatiko Detaloza di la Linguo Internaciona Ido)을 출판하였다. 그러나 제1차 세계 대전 이후 보프롱은 이도 운동에 대한 희망을 점차 잃었고, 이도 운동을 떠났다.

### 말년
이후 보프롱의 행적은 확실하지 않다. 1935년 1월 8일 솜주 아미앵 근처의 작은 마을 테지글리몽(Thézy-Glimont)에서 사망하였다. 아미앵 남쪽의 작은 마을 마레몽티에(프랑스어: Marestmontiers)에서 묘비 없는 무덤에 묻혀 있다.

## 참고 문헌
- Amouroux, J., "Kiu estis la unua franca esperantisto?", Heroldo de Esperanto 2073 (9), junio/julio 2005
- Amouroux, J., "Iom pli pri Chevreux/(de) Beaufront, Heroldo de Esperanto 2078 (4), oktobro/novembro 2005
- Amouroux, J., "Kelkaj notoj dum legado de "Historio de Esperanto", La Gazeto 134, januaro 2008
- Amouroux, J., "Rememore pri Lemaire kaj Jossinet", Heroldo de Esperanto 2128 (13), septembro/oktobro 2008
- Jossinet, R., La franca savinto de Esperanto:Louis de Beaufront, "Franca Esperantisto" n-ro 498, junio 1998, pp. 42–48.

(speciala numero 1898-1998 - Centjara asocia Esperanto-movado en Francio - Unua Kajero 1898-1926).